# Manu Snellinx
Manu Snellinx (Grote-Spouwen, 23 augustus 1948 - Bilzen, 29 mei 2017) was een Belgisch baanwielrenner.

## Carrière
Snellinx won verschillende medailles bij de amateurs en nam in 1972 deel aan de Olympische Spelen in de Sprint waar hij 30e werd en in de tandem waar hij 5e werd samen met Noël Soetaert.

## Overwinningen
| Jaar     | BK                                 | EK       | WK       | Overige                                 |
| Amateurs | Amateurs                           | Amateurs | Amateurs | Amateurs                                |
| -------- | ---------------------------------- | -------- | -------- | --------------------------------------- |
| 1970     | Sprint · Tandem · 1km              |          |          |                                         |
| 1971     | Sprint · 1km · Tandem · Ploegkoers |          |          |                                         |
| 1972     | Sprint · Tandem · 1km              |          |          | Olympische Spelen: 5e Tandem 30e Sprint |